# Esther Boer
Esther Boer (6 september 1982) is een Nederlands langebaanschaatsster.

## Records

### Persoonlijke records[2]
| Afstand    | Tijd    | Datum           | Baan       |
| ---------- | ------- | --------------- | ---------- |
| 500 meter  | 40,33   | 5 januari 2008  | Heerenveen |
| 1000 meter | 1.20,06 | 5 januari 2008  | Heerenveen |
| 1500 meter | 2.07,66 | 20 maart 2008   | Heerenveen |
| 3000 meter | 4.37,60 | 20 maart 2008   | Heerenveen |
| 5000 meter | 8.42,81 | 20 januari 2001 | Groningen  |

## Privé
Esther Boer is de zus van Margot Boer.